# オルスク空港
オルスク空港（ロシア語: Аэропорт Орск、英語: Orsk Airport）は、ロシア・オルスクにある空港。

## 概要
ロシアオレンブルク州オルスク郊外に所在する。空港の約1km西へ進むとカザフスタンとの国境がある。

## 就航航空会社と就航都市

### 国内線
| 航空会社       | 就航地                      |
| -------------- | --------------------------- |
| アエロフロート | モスクワ/シェレメーチエヴォ |
| イカル航空     | サンクトペテルブルク        |